# Марк-Жозеф Марион дю Френ
Марк-Жозеф Марион дю Френ (на френски: Marc-Joseph Marion du Fresne) е френски офицер от Кралския флот, изследовател на Африка.

## Произход и кариера (1724 – 1771)
Роден е на 22 май 1724 година в Сен Мало, регион Бретан, Франция. На 11-годишна възраст започва работа към френската компания „Източна Индия“ и става помощник-лейтенант на борда на кораба „Duc de Bourgogne“. Получава звание фрегатен лейтенант на 17-годишна възраст, макар че по това време е само капитан на брандер.
По време на Войната за австрийското наследство, командва няколко кораба и е ангажиран в различни военноморски операции. След края на войната се установява в Порт Луис на остров Мавриций.

## Експедиционна дейност (1771 – 1772)
През 1691 г. знаменитият английски корсар Уилям Дампир (1652 – 1715) довежда в Европа жител на Малайския архипелаг, който е първият татуиран туземец, докаран на Стария континент. По примера му, след околосветското си пътешествие от 1766 – 1769, големият френски мореплавател Луи Антоан дьо Бугенвил довежда в Европа един таитянин на име Аутуру. Когато две години по-късно туземецът изявява желание да се завърне в родината си, френското правителство натоварва с изпълнението на тази задача Марион дю Френ. За него мисията по връщането на Аутуру до Таити е само формален повод за предприемането на една отдавна планувана експедиция в търсене на все още бленувания Южен материк. По същото време със задачата да открие Южния континент кралският двор в Париж изпраща на изследователско плаване капитан-лейтенант Ив Жозеф дьо Кергелен дьо Тремарек. Марион дю Френ решава, че със своята експедиция може само да допринесе за осъществяването на този замисъл.
На 18 октомври 1771 г. фрегатите Le Mascarin („Маскарен“) и Marquis de Castries („Маркиз дьо Кастри“) от остров Мавриций се оправят към Таити, но когато стигат до крепостта Дофен на мадагаскарския бряг за попълване на запасите от продоволствия, младият Аутуру умира от вариола. Вместо да преустанови мисията, Марион дю Френ незабавно се насочва на юг към остров Буве – земята, открита през 1739 г. от Жан Батист Шарл Буве дьо Лозие. На 13 януари 1772 експедицията достига два острова. Лошото време не позволява на откривателите да слязат на сушата, но за да подчертае увереността си, че е открил заветния Южен континент, Марион дю Френ кръщава първия Terre de l'Espérance („Земя на надеждата“), а на втория дава описателното име L'Ile de la Caverne („Острова на пещерата“). Четири години по-късно капитан Джеймс Кук, по време на второто си околосветско плаване, отбелязва архипелага като острови Принц Едуард, с което са известни до днес. В чест на откривателя им по-големият от двата острова получава името Марион (46°55′ ю. ш. 37°45′ и. д. / 46.916667° ю. ш. 37.75° и. д.).

Марион дю Френ продължава плаването си на изток и на около 500 мили от Terre de l'Espérance, на 24 януари 1772 г. открива архипелаг, на който дава името Крозе, в т.ч. остров Посесьон (46°25′ ю. ш. 51°45′ и. д. / 46.416667° ю. ш. 51.75° и. д.) в чест на своя втори офицер Жулиен Крозе. Лошото време принуждава корабите вместо да се отправят на юг, както е запланувано, да се насочат на изток към остров Тасмания, който достигат на 3 март, и след шестдневен престой продължават към Нова Зеландия. Там през април 1772 г. французите са посрещнати радушно от местното население и установяват на сушата три лагера. Много скоро, подведен от любезното отношение на маорите и въпреки възраженията на капитан Крозе, Марион дю Френ заповядва да обезоръжат лодките, които отиват на сушата. Както се оказва по-късно това е проява на непростимо неблагоразумие на място, наречено от Абел Тасман „Залива на убийците“, и където Кук едва не намира смъртта си. По нещастно стечение на обстоятелствата корабите на Марион дю Френ попадат в същия залив, в който през декември 1769 г. друг френски капитан Жан Франсоа Мари дьо Сюрвил в отмъщение за открадната лодка от местното население опожарява няколко колиби в селището.
На 12 юни 1772 Марион дю Френ слиза на брега, придружен от 16 души. Вечерта никой от тях не се връща на корабите, но всички решават, че са останали да пренощуват на сушата. Сутринта от „Marquis de Castries“ изпращат хора да донесат прясна вода. Няколко часа по-късно до корабите успява да доплува ранен моряк, който съобщава, че групата му е нападната от маорите и той е единственият оцелял. Крозе незабавно въоръжава отряд, слиза на брега и успява да евакуира трите лагера, които за късмет все още не са нападнати. На следващия ден е организирана акция за издирване на Марион дю Френ и групата му. Още при слизането им на брега французите са нападнати и в завързалата се битка убиват около 50 маори, без самите те да дадат жертви. Въоръженият отряд продължава наказателната си операция до близкото село, чиито жители са го напуснали панически. В къщата на един от главатарите откриват скоро сварен човешки череп и различни кости, както и окървавената риза на Марион дю Френ. В отделни части на селото са намерени и други човешки останки, част от оборудването на лодката, пистолетите на един от придружавалите Марион дю Френ офицери, както и купища кървави моряшки дрехи. Не остава никакво място за съмнение, че незавидната участ на Марион дю Френ и неговите спътници е била да бъдат убити и изядени от маорите. Селото е подпалено, съставен е протокол за смъртта на капитана и останалите моряци, и предвид лошото състояние на корабите, експедицията поема обратно към Реюнион.

## Памет
Неговото име носят:
- град Марион Бей (35°14′ ю. ш. 136°59′ и. д. / 35.233333° ю. ш. 136.983333° и. д.) в щата Южна Австралия;
- залив Марион (42°48′ ю. ш. 147°53′ и. д. / 42.8° ю. ш. 147.883333° и. д.) в Тасманово море, на югоизточното крайбрежие на Тасмания;
- остров Марион (46°55′ ю. ш. 37°45′ и. д. / 46.916667° ю. ш. 37.75° и. д.) в о-вите Принц Едуард;
- риф Марион в Коралово море.